# Parti des Néo-Démocrates
Le Parti des Néo-Démocrates (en arabe : حزب الديموقراطيين الجدد) est un parti politique marocain créé en 2014 par le politologue et professeur universitaire Mohamed Darif, qui en est aussi l'actuel secrétaire général.  Le parti a été la première formation politique créée au Maroc depuis l’adoption de la nouvelle Constitution en 2011.
Le Parti des Néo-Démocrates est de mouvance moderniste néo démocrate, et a comme slogan "Peu d’idéologie, plus d’efficience et d’efficacité". Le parti possède depuis 2016 un journal en langue Arabe du nom de "Démocpress".
Aux élections législatives de 2016, le parti n’a remporté aucun siège, malgré des candidatures dans la moitié des circonscriptions. Aux élections locales, il a remporté 10 sièges sur un total de plus de 31 000.

## Résultats électoraux

### Élections législatives
| Année | Résultat | Résultat | Rang | Sièges  | Gouvernement        |
| Année | Voix     | %        | Rang | Sièges  | Gouvernement        |
| ----- | -------- | -------- | ---- | ------- | ------------------- |
| 2016  | 17 003   | 0,29     | 15e  | 0 / 395 | Extra-parlementaire |

### Élections régionales
| Année | Résultat | Résultat | Rang | Conseillers | Présidents |
| Année | Voix     | %        | Rang | Conseillers | Présidents |
| ----- | -------- | -------- | ---- | ----------- | ---------- |
| 2015  | 13 775   |          | 16e  | 0 / 678     | 0 / 12     |

### Élections communales
| Année | Résultat | Résultat | Rang | Conseillers |
| Année | Voix     | %        | Rang | Conseillers |
| ----- | -------- | -------- | ---- | ----------- |
| 2015  | 12 787   |          | 17e  | 10 / 31482  |